# Rathaus (Gochsheim)

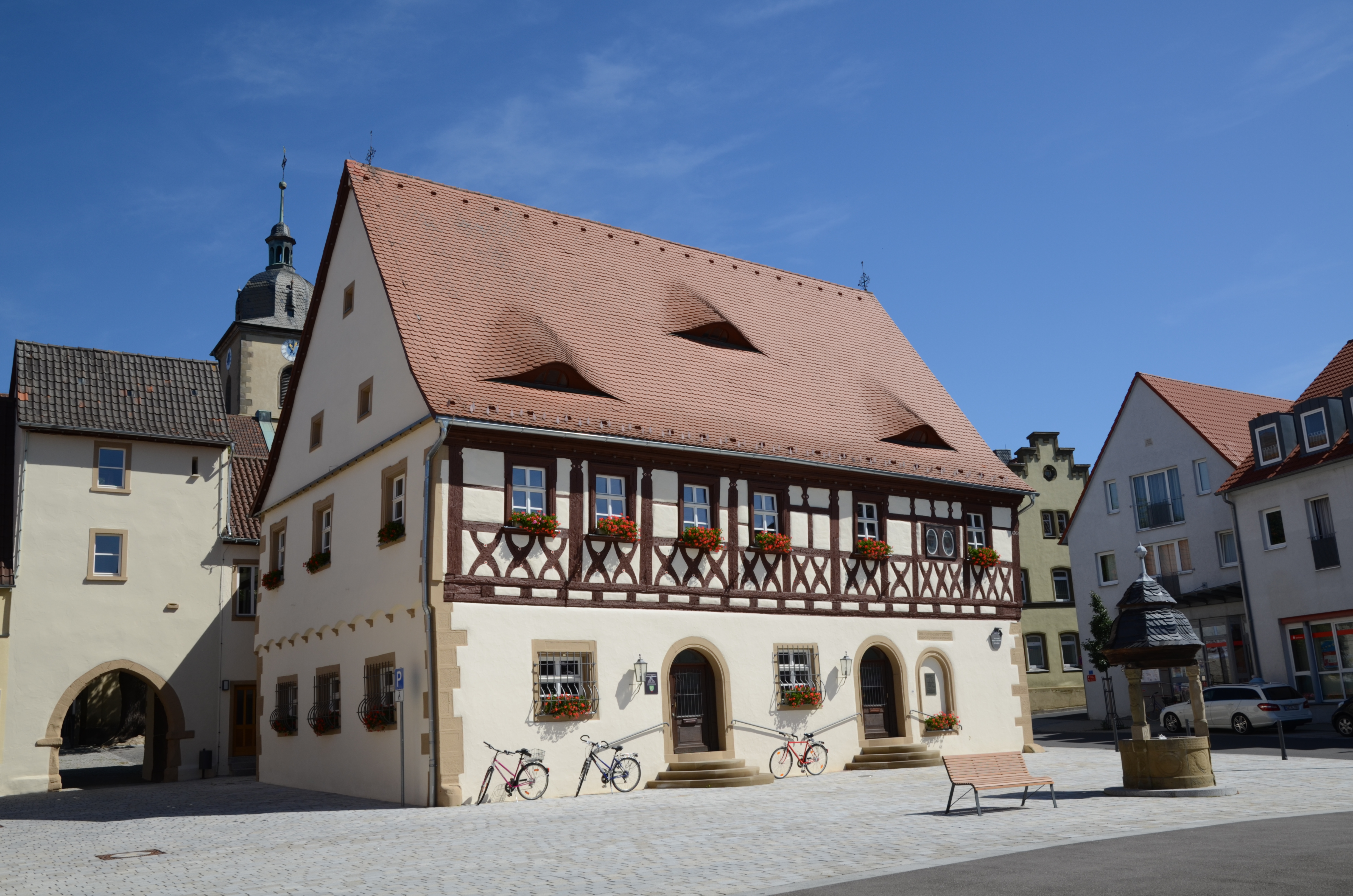
Rathaus in Gochsheim

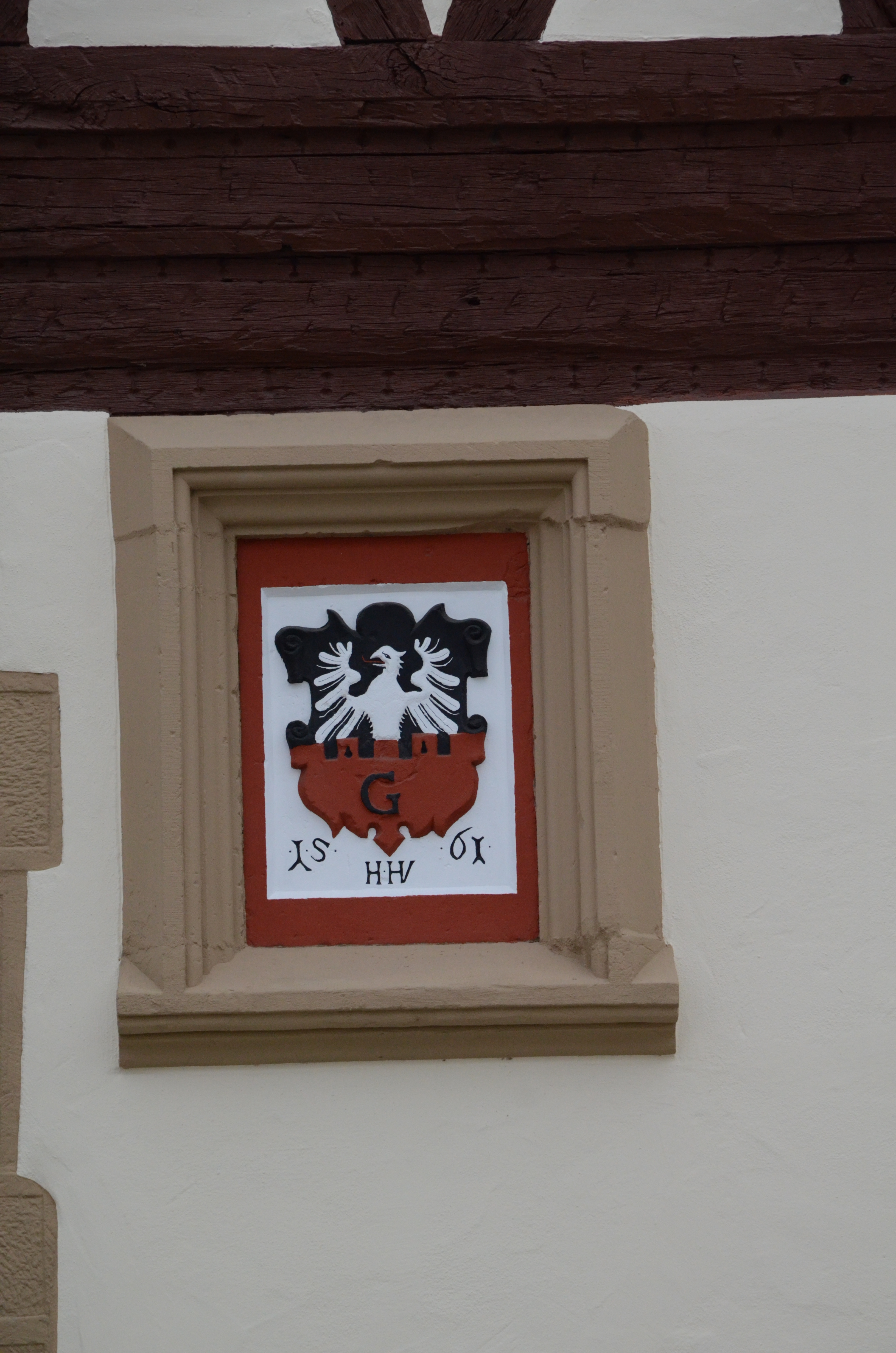
Wappen der Gemeinde mit Jahreszahl 1561

Das Rathaus in Gochsheim, einer Gemeinde im unterfränkischen Landkreis Schweinfurt in Bayern, wurde 1561 errichtet. Das Rathaus mit der Adresse Am Plan 2 ist ein geschütztes Baudenkmal.

## Beschreibung
Der zweigeschossige Satteldachbau mit Fachwerkobergeschoss steht leicht versetzt vor dem Tor der mittelalterlichen Gadenanlage. Das Rathaus bildet den Abschluss des zentralen Dorfplatzes des bis 1802 freien Reichsdorfes. Das Gebäude mit drei zu sechs Fensterachsen besitzt drei rundbogige Zugänge mit vorgelagerten Freitreppen. Das Erdgeschoss ist massiv aus Bruchstein mit einer Eckquaderung und Sandsteingewänden an Türen und Fenstern errichtet. An der Ostseite ist das Wappen von Gochsheim mit dem Reichsadler und einer zinnenbewährten Mauer zu sehen. Darunter sind die Initialen des Untervogts „HHV“ (= Hermann Hartlaub Untervogt) und die Jahreszahl 1561 eingemeißelt. 
Der Große Ratssaal im Obergeschoss besitzt eine zentrale Stütze mit Schiffskehle und Kanneluren mit eingeholztem Sattelholz und Unterzug. Alle Holzbauteile besitzen eingeschnitzte Stern- und Blütenmotive sowie Perlschnur- und Flechtbandmotive.